# 綜合逮捕術
『綜合逮捕術』是中華民國內政部警政署於2004年為改善警察戰技，特研議一套針對警察應勤需要、簡單，易學又實用的警用武術。經多次的研討與改良，並在各單位逐次推廣，是目前台灣警察單位第一線員警的基礎訓練之一。

## 創立緣由
員警出勤時，常常有歹徒或情緒失控的民眾拒捕或襲擊，這種狀況都是近身、突發且危急；若員警處理不當，造成民眾或歹徒過度的傷害，則有失人民保母的形象，並造成輿論的撻伐。但如果員警武力不足以掌控情勢，則有時造成員警傷亡，更不能符合國家、社會對公平正義的期望。
傳統警用武術中的柔道、跆拳道在逮捕嫌疑犯時，不是殺傷力太過，就是無法完全地擒住對手，以致於造成員警受傷或武力使用過當。
『綜合逮捕術』就是一套員警遇襲時「如何自保並在不傷害對手的情況下制伏歹徒並加以逮捕」的實用戰技。

## 特色
這套武術在注重自身的安全，及避免造成對手過度傷害的前提下，以實用為主。力求簡單、易學、實用。故在蒐集招式來源時不分門派、沒有嚴格規則。可結合各國武術的摔、打、踢、拿，以及警棍、刀、手銬的應用，是以謂之『綜合』；最後以控制局面，逮捕對手為結束，是以謂之『逮捕術』。
這套武術的另一特點是:在攻防之間採用中庸的「閃打同時」之手法，既不主動攻擊對方，也不消極的閃躲其攻擊。而是在對手出手攻擊的同時，閃身切入其死角，化開對手的攻擊之同時，也還擊對手，使其一時失神，喪失還擊能力，並分散其注意力，俾能順利施展隨後之逮捕技法。

## 資料出處
- 台灣警察專科學校 https://web.archive.org/web/20110227081231/http://www.tpa.edu.tw/05_acdemic.php